# Иоанн Богослов
Иоа́нн Богосло́в (Иоа́нн Зеведе́ев, сир. ܝܘܚܢܢ ܒܪ ܙܒܕܝ, др.-греч. Ιωάννης τον του Ζεβεδαίου, лат. Ioannes Zebedæi) — один из двенадцати апостолов, единственный из них умерший естественной смертью. Сын Зеведея, прозванный «Богословом», евангелист, брат апостола Иакова. В Евангелии от Марка вместе с братом прозван Иисусом Христом «Сы́ном гро́ма» (ܒܢܝ ܪܓܫܝ, Βοανήργες, Boanerges, Мк. 3:17).
Отцы Церкви считали его тем же человеком, что и Иоанн Евангелист («Возлюбленный ученик»). В христианских конфессиях авторство так называемых Иоанновых произведений традиционно приписывается апостолу Иоанну: Евангелие от Иоанна, Книга Откровения и три послания, вошедшие в Новый Завет.
Однако лишь меньшинство современных учёных считает, что апостол написал Евангелие. Большинство из них пришло к выводу, что апостол не написал ни одного из этих произведений, при этом три послания написаны одним и тем же человеком, но Евангелие Иоанна — кем-то иным.
Память апостола Иоанна совершается в Православной церкви 8 (21) мая, а также 30 июня (13 июля) — Собор двенадцати апостолов, 26 сентября (9 октября) — преставление Иоанна Богослова, в Католической церкви — 27 декабря.
Художественно-символически изображается в почтенном возрасте, в красном одеянии, с чернильницей, пером и книгой в руках и в присутствии ангела, часто орла; иногда представлен молодым, безбородым и длинноволосым.

## В Новом Завете
Святой апостол и евангелист Иоанн Богослов был сыном Зеведея и Саломии, согласно преданию — дочери святого Иосифа Обручника, которая упоминается в числе жён, служивших Господу своим имуществом. Был младшим братом апостола Иакова и рыбаком. Был призван Иисусом Христом в число Своих учеников на Генисаретском озере: оставив отца своего Зеведея в лодке, он, вместе со своим братом Иаковом, последовал за Христом (Мф. 4:21; Мк. 1:19). Иоанн Богослов был первым учеником Иоанна Крестителя.
Братья Иаков и Иоанн в Евангелиях именуются «сыновьями Зеведеевыми» по имени их отца Зеведея, также, по сообщению евангелиста Марка (Мк. 3:17), Иисус назвал братьев Воанергес (греч. Βοανηργές, арамейское слово, расшифровываемое толкователями Нового Завета как «сыновья грома»), очевидно, за порывистый характер. Этот характер в полной мере проявился, когда они хотели низвести с неба огонь на самарянское селение (Лк. 9:54); а также в просьбе дать сесть им в Царстве Небесном по правую и левую сторону от Иисуса (Мк. 10:35—37).
Вместе с Петром и Иаковом он стал свидетелем воскрешения дочери Иаира (Мк. 5:37; Лк. 8:51). Только их Иисус сделал свидетелями своего Преображения (Мф. 17:1; Мк. 9:2; Лк. 9:28) и Гефсиманского моления (Мк. 14:33). Иисус послал только Иоанна и Петра в город, чтобы подготовиться к последней пасхальной трапезе (Лк. 22:8).
Согласно Евангелию от Иоанна (Ин. 19:26), на Кресте Иисус поручил Иоанну заботиться о Своей Матери — Деве Марии.
Иоанн упомянут в списках апостолов в Евангелии от Матфея (Мф. 10:2), от Марка (Мк. 3:17), от Луки (Лк. 6:14), а также в Деяниях Апостолов (Деян. 1:13) и в Книге Откровение.

## Писания апостола в Новом Завете
Апостолу традиционно приписывается авторство пяти книг Нового Завета: Евангелия от Иоанна, 1-го, 2-го и 3-го Посланий Иоанна и Откровения Иоанна Богослова (Апокалипсиса). Некоторые исследователи этих новозаветных книг оспаривают авторство апостола.
Согласно последовательности евангельских событий по четырём евангелистам (пункт 21 и 141), Апостол Иоанн описывает изгнание торгующих из храма на четыре года ранее (в первую пасху из четырёх) (Ин. 2:13) до беседы с самарянкой (Ин. 4:9), а все остальные три евангелиста описывают это событие в последнюю — четвёртую пасху: (Мф. 21:12, 13), (Мк. 11:15—19), (Лк. 19:45, 46).

## Дальнейшая жизнь
О дальнейшей жизни апостола известно только из церковных преданий.

### Миссионерский путь
Согласно преданию, после Успения Матери Божией апостол Иоанн, по выпавшему ему жребию, направился в Эфес и другие Малоазийские города для проповеди Евангелия, взяв с собой своего ученика Прохора.
Находясь в городе Эфесе, апостол Иоанн непрестанно проповедовал язычникам о Христе. Его проповедь сопровождалась многочисленными и великими чудесами, так что число уверовавших увеличивалось с каждым днём.
Во время гонения на христиан в 92 году при императоре Домициане, как описано в «Золотой легенде», апостол Иоанн был отведён на суд в Рим. За исповедание своей пламенной веры в Иисуса Христа апостол был приговорён к смерти. Однако, выпив предложенную ему чашу со смертельным ядом, он остался живым. Также он вышел невредимым и из котла с кипящим маслом. После этого апостол был сослан в заточение на остров Патмос, где прожил ещё много лет. В тексте «Золотой легенды» сказано: «Когда после Пятидесятницы апостолы разошлись, он [Иоанн Богослов] отправился в Азию, где основал множество церквей. Когда император Домициан узнал о его славе, он приказал ему прийти в Рим и бросить его в сосуд с кипящим маслом, непосредственно перед латинской дверью; но Иоанн вышел невредимым, так как остался чужд тлению плоти… Император, видя, что он и в этом случае не оставляет проповеди, отправил его в ссылку на остров Патмос, где в полном одиночестве он написал Апокалипсис». В Риме у Латинских ворот, на месте, где согласно преданию, Иоанн претерпел мученичество, в начале XVI века возвели ораторий Сан-Джованни-ин-Олео (Церковь Святого Иоанна в масле).

### Ссылка на Патмос
Согласно житию, когда Иоанн прибыл на остров Патмос, его проповедь, сопровождавшаяся многими чудесами, привлекла к нему всех жителей острова: он обратил в христианство большую часть его жителей, изгнал бесов из языческих храмов, исцелил многих больных.
На острове Патмос апостол Иоанн удалился со своим учеником Прохором (известен только из церковного предания, ассоциируется с Прохором, апостолом от семидесяти) на пустынную гору, где совершил трёхдневный пост и молитву, после чего пещера, где они жили, заколебалась и загремел гром. Прохор в страхе упал на землю. Апостол поднял его и приказал записывать слова, которые он будет произносить. «Я есмь Альфа и Омега, начало и конец, говорит Господь, Который есть и был и грядет, Вседержитель.» (Откр. 1:8) — возвещал Дух Божий через святого апостола. Так было написано Откровение Иоанна Богослова.
В апокрифе «Деяния святого апостола и евангелиста Иоанна Богослова, написанные Прохором, учеником его» сказано, что перед получением Откровения Иоанн удалился с учеником Прохором в безлюдное место и провёл 10 дней в пещере, не ев. Когда он собирался выйти из пещеры, был к нему глас, говорящий: «Иоанн, Иоанн!» Он же сказал: «что, Господи!» И сказано: «сотвори в пещере другие десять дней и откроются тебе многие и великие тайны в месте этом». Он же сотворил другие десять дней, не ев. И был в ужасе великом, и видел силы великие, и ангела Божия, разъясняющего ему всё, что он видел и слышал. Затем, позвав Прохора, сказал: «то, что услышишь из уст моих, запиши на бумагу». Согласно апокрифу, Иоанн диктовал Откровение Прохору в течение двух дней.

### Возвращение в Эфес
После длительной ссылки апостол Иоанн получил свободу и вернулся в Эфес, где продолжил свою деятельность, поучая христиан остерегаться возникающих ересей. Между 85 и 95 годами апостол Иоанн написал в Эфесе Евангелие. Он заповедал всем христианам любить Господа и друг друга и этим исполнить закон Христов. Апостол любви — так именуется святой Иоанн, так как он постоянно учил, что без любви человек не может приблизиться к Богу и угодить Ему. В трёх своих Посланиях апостол Иоанн проповедует любовь к Богу и ближним, сам являясь для окружающих примером любви.

### Воскрешение мёртвых апостолом
Из жития апостола известны следующие случаи воскрешения им усопших:
- в Эфесе апостол Иоанн со своим учеником Прохором работали в бане. Однажды там умер некий юноша по имени Домн. Отец юноши, Диоскорид, узнав об этом, умер от скорби. Хозяйка бани обвинила Иоанна в смерти юноши и грозилась убить его. Помолившись, апостол Иоанн воскресил юношу, а затем его отца.
- во время праздника в честь богини Артемиды апостол Иоанн обвинил язычников в идолопоклонничестве, за что толпа забросала его камнями. По молитве Иоанна тотчас настала невыносимая жара, вследствие чего умерло до 200 человек. Оставшиеся в живых умоляли Иоанна о милости, и апостол воскресил всех умерших, в результате чего все воскресшие приняли крещение.
- в Риме апостол Иоанн был осуждён на изгнание и отправлен на остров Патмос. На судне находились царские вельможи, сын одного из них, разыгравшись, упал в море и утонул. Вельможи стали просить Иоанна о помощи, но он отказал им, узнав, что они чтят языческих богов. Но утром всё же Иоанн помолился Богу о спасении язычника, и набежавшая волна вынесла живого и невредимого юношу на корабль.
- на острове Патмос жил волхв Кинопс, который общался с нечистыми духами. Местные жители почитали Кинопса, как бога. Когда апостол Иоанн стал проповедовать Христа, жители острова призвали волхва Кинопса отомстить Иоанну. Апостол разоблачил бесовство Кинопса, и по молитве Иоанна морская волна поглотила волхва. Народ, поклонявшийся Кинопсу, трое суток ждал его у моря, изнемогая от голода и жажды, а трое детей умерло. Апостол Иоанн, помолившись, исцелил больных и воскресил умерших.

### Кончина апостола
По церковной традиции апостол Иоанн скончался в третий год правления императора Траяна, то есть в 100 (101) году, оставшись единственным живым апостолом, видевшим Иисуса Христа во время Его земной жизни. Считается, что апостол Иоанн прожил 90—100 лет.
В монархианском прологе к Евангелию от Иоанна, написанном в IV или начале V века сообщалось, что Иоанн Богослов после молитвы спустился в выкопанную могилу и велел засыпать его землёй. Согласно житию, ученики с плачем целовали апостола, но, не решившись ослушаться, исполнили его повеление. Они закрыли его лицо платом и закопали могилу. Узнав об этом, остальные ученики пришли к месту его погребения, но, раскопав могилу, ничего в ней не нашли. Гробница Иоанна Богослова находится в городе Сельчук в 2,5 километрах от Эфеса.
По преданию, каждый год из могилы апостола Иоанна 8 мая выступал тонкий прах, который верующие собирали и исцелялись от болезней. Поэтому Православная церковь празднует память Иоанна Богослова также 8 мая.
Наименование Богослова Церковь дала из учеников Христовых только святому Иоанну, тайнозрителю судеб Божиих. На иконографическом типе «Иоанн Богослов в молчании» апостол чаще всего изображается с Ангелом, передающим ему Божественное Слово, иногда с орлом, символом апостола, свидетельствующим о высоком парении его богословской мысли. Также на парусах православного храма апостол Иоанн изображается с орлом.

## Сочинения
Произведения из канонической литературы, приписываемые Иоанну христианскими конфессиями:
- Евангелие от Иоанна,
- Откровение Иоанна Богослова (Апокалипсис),
- Первое послание,
- Второе послание,
- Третье послание.

Апокрифы с именем Иоанна в заглавии:
- Откровение Иоанна Богослова («Вопросы Иоанна Богослова Господу на горе Фаворской») — христианский апокриф,
- Тайная книга Иоанна — гностическая апокрифическая рукопись,
- Тайная книга Иоанна — другое название «Тайной книги богомилов».